# Enrico L. Quarantelli
Enrico Louis „Henry“ Quarantelli (* 10. November 1924 in New York City; † 2. April 2017) war ein US-amerikanischer Soziologe und Pionier der Katastrophensoziologie.
Quarantelli studierte Soziologie an der University of Chicago und promovierte dort im Jahr 1959 (Ph. D.). Von 1963 bis 1984 war er Soziologieprofessor an der Ohio State University, wo er das renommierte Disaster Research Center begründete, und von 1985 bis 1998 an der University of Delaware, wohin er das DRC überführte. Als breit angelegter empirischer Forscher und Anreger weiterer Forschungen entwickelte er zahlreiche praktische Vorschläge zum Katastrophenschutz.

## Schriften (Auswahl)
- Disasters. Theory and research, London, Beverly Hills, Calif.: Sage Publications, 1978
- What is a disaster? Perspectives on the question, London, New York: Routledge, 1998